# Pantan Bener
Pantan Bener is een bestuurslaag in het regentschap Aceh Tengah van de provincie Atjeh, Indonesië. Pantan Bener telt 225 inwoners (volkstelling 2010).